# /b/
/b/ (ランダム) は、4chan内のインターネットコミュニティの一つ。2004年に4chanが設立された当時から存在していた電子掲示板であり、当初から4chanの中で最も多くの利用者がいる掲示板であり続けている。/b/は種類を問わずどのような主題のことでも扱うことができるフォーラムだが、利用者間で共有されているマナーとして、/b/以外に4chanにそのことについて扱っている専門掲示板がある主題の投稿は避ける傾向がある。

## 分析
2011年、マサチューセッツ工科大学は2010年夏に2週間/b/の投稿を観察した結果について分析した。この間、/b/には48万のスレッドが設立され、550万回の投稿が行われていた。平均4分でスレッドが消費され、最も長いものでも6時間で消費されていた。
2013年の記事によると、4chanはアメリカ合衆国だけでなく世界的に人気のあるウェブサイトであり、その中でも/b/は際立って利用者の多い掲示板であるとされている。

## 特徴
/b/と/pol/は4chanの中で最も物議を醸す掲示板である。
/b/は4chanで唯一グロテスクな画像を投稿することができる掲示板である。
/b/は4chanにおいてNSFWに指定されている掲示板の一つ。
/b/のコミュニティは様々な文化を持っている。利用者はニュースで紹介された出来事について非公開の情報を知っていると主張することもあれば、ロマンスや人間関係について話し合うこともある。